# 佐保歩実
佐保 歩実（さほ あゆみ、1980年12月22日 - ）は、福島県出身の日本の女優。特技はジャズダンス。所属事務所はオフィスストンプ。

## 出演

### 映画
- ラヴァーズ・キス（2003年、監督：及川中）- あやの 役
- 新宿スワン2（2017年、監督：園子温）- 接待客EX
- LOVEまさお君が行く! （2012年、監督：大谷健太郎）- 「太陽の家」施設員 役
- 天外門（2020年、監督：田中光敏）- シスター 役

### テレビドラマ
- ありふれた奇跡（フジテレビ、2009年）レギュラー
- ザ・クイズショウ 第8話（日本テレビ、2009年）
- お客様は王様かよ!?3 （フジテレビ、2009年）
- 夏の恋は虹色に輝く 第1話（フジテレビ、2010年7月19日）
- 医龍3 第5話（フジテレビ、2010年11月11日）
- 金曜プレステージ 産科医大河内あかね（フジテレビ、2010年12月3日）
- TOKYOコントロール 東京航空管制部 第2話（フジテレビNEXT、2011年1月26日）
- さだまさしドラマスペシャル「故郷〜娘の旅立ち」（フジテレビ、2011年7月5日）
- 幸せになろうよ（フジテレビ、2011年）
- 全開ガール（フジテレビ、2011年）
- 私が恋愛できない理由（フジテレビ、2011年）
- 最後から二番目の恋 第7話（フジテレビ、2012年2月23日）
- 猫弁〜死体の身代金（TBS、2012年4月23日）
- 孤独のグルメ 第11話（テレビ東京、2012年3月15日）
- Strangers 6（WOWOW、2012年）
- シニカレ（NOTTV、2012年）
- PRICELESS〜あるわけねぇだろ、んなもん!〜 第1話・第2話（フジテレビ、2012年10月22日・29日）
- TOKYOエアポート〜東京空港管制保安部〜 第5話・最終話（フジテレビ、2012年11月11日・12月23日）
- dinner 第2話（フジテレビ、2013年1月20日）
- 検事・沢木正夫3 共犯者（テレビ東京、2015年8月19日）
- 東京ヴァンパイアホテル（Amazon Prime Video、2017年6月16日）
- 剣客商売 婚礼の夜（フジテレビ、2020年3月13日） 水商売女 EX
- 大江戸グレートジャーニー ～ザ・お伊勢参り～（WOWOW、2020年） 女中 EX
- 必殺仕事人2020（テレビ朝日、2020年6月28日）
- 恐怖新聞 4話・7話（東海テレビ・フジテレビ、2020年9月19日・10月10日）- お手伝いさん
- 無用庵隠居修行4（BS朝日、2020年9月22日）女中
- 連続テレビ小説 おちょやん（NHK）雑貨ゑんどう女将EX
- 上意討ち（BS-TBS、2020年12月5日）娘EX
- ミヤコが京都にやって来た! 第2話・最終話（朝日放送、2021年1月17日・2月14日）着物屋の店員
- 鬼平犯科帳 SEASON1 本所・桜屋敷（2024年1月8日、時代劇専門チャンネル）

### ラジオドラマ
- 岩井俊二 produce 円都通信/カルシウム（2002年、TOKYO-FM）

### 舞台
- 「コミックストリップ」 (2001 こまばエミナース)
- 「桃塊乱舞譚」 (2002 こまばエミナース)
- 「賭博士　梟」 （脚本：さいふうめい 演出：和田善夫/2003 中野MOMO)
- 「Soldier Of Fortune」 （脚本・演出：永田剛志/2003 六行会ホール)
- 演劇集団Z団「悪鬼の如く-BENKEI-」 （脚本・演出：キタムラトシヒロ/2004 スペース107)
- 演劇集団Z団「風雲!!さすがの鬼丸」 （脚本・演出：キタムラトシヒロ/2005 シアターモリエール)
- 平石耕一事務所「ニコロ・マキアヴェツリの生涯」 脚本・演出：平石耕一 (2005 シアターX)
- 演劇集団Z団「アンジェラ-PRINCESS OF PIRATES」（脚本・演出：キタムラトシヒロ・佐々木なふみ/2005スペース107)
- 「ラブ・レター」 （原作：浅田次郎 脚本・演出：新藤兼人/2006 銀座博品館劇場)
- 演劇集団Z団「悪鬼の如く-BENKEI-再演」 （脚本・演出：キタムラトシヒロ/2006 六行会ホール)
- 円盤ライダー「センチな春。」 （主演　　脚本・演出：菅野臣太朗/2007 未来画廊)
- 演劇集団Z団「ハナレウシ」 （脚本・演出：キタムラトシヒロ /2007 シアターサンモール)
- 演劇集団Z団「魚人街」 （脚本・演出：菅野臣太朗/2007 スペース107)
- 「だるまに目は×××。」 （脚本・演出：昇田明大/2008 萬劇場)
- 劇団K助Presents「オムニー」 （脚本・演出：金沢知樹/2010.4.30〜5.2 野方ホール）
- 東京ストーリーテラー「ラストシャッフル」 主演　（脚本・演出：久間勝彦/2010.10.7〜17 シアターKASSAI)
- 東京ストーリーテラー「紅い華のデジャヴュー」 主演　（作・演出：久間勝彦 /2011.3.10〜21 シアターKASSAI）
- 「スクエアなヒトビト」 （作：金沢知樹・演出：相原美奈子 /2013.7.3〜7 千本桜ホール）
- 東京ストーリーテラー「凛として」 主演　（作・演出：久間勝彦 /2014.4.23〜29 シアターKASSAI）
- 舞台「息吹の瞬間」 （作・演出：甲斐智陽 /2014.10.1〜5 阿佐ヶ谷ザムザ）
- 舞台「浅草公園艶ジンタ」 （作・演出：藤間勘洋雪 /2014.10.11〜13 戸野廣浩司記念劇場）
- 劇団太陽マジック「ウエディング・ドレス2015」（脚本・演出：西条みつとし /2015.3.5〜15）
- 舞台「瀬戸の花嫁」（作・演出：大浜直樹/2015.6.3〜7大塚萬劇場）
- 舞台「アレキサンドル昇天―青木繁・神話の棲み処―」（作・演出：竹内一郎/2015.9.3〜6紀伊國屋ホール）
- 舞台「沖縄の火種 -戦果アギアーの1947年-」（作・演出：竹内一郎/2015.12.9〜13シアターグリーン）
- TAIYO MAGIC FILM「「センチュリープラント2016」（脚本・演出：西条みつとし /2016.5.27～6.5下北沢駅前劇場）
- TAIYO MAGIC FILM「サクラサクコロ2016」（脚本・演出：西条みつとし /2016.10.1～10.10赤坂RED/THEATER）
- 南方熊楠生誕150周年記念公演「熊楠と孫文」（脚本・演出：竹内一郎/2017.2/5和歌山市民会館）
- The Vanity’s 第2回公演『マルオリ』（脚本：瑞生桜子/2017.4.20 ～ 4.24 市ヶ谷 buono）
- TheVanity’s 3rd Stage 音楽劇「大人の条件」（脚本：瑞生桜子/2017.12.19 〜 12.24 ギャラリーLE DECO 5F）

### CF
- グッドイヤー (2003.3〜04.2)
- フルキャスト (2003.2〜4)
- 日清食品 「カップヌードルSIO」 (2004.8〜10)
- NTT西日本 「フレッツ光」 (2008.2〜7)
- ロート製薬 「金のアルガード」 (2010.1〜10.7)
- イオン化粧品 「イオン化粧品」 (2011.2〜13.2)

### ラジオCM
- ウィルコム　SMART PHONE(2007)
- アサヒ飲料　ワンダーモーニングショット(2007)

### PV
- Every Little Thing　Dream Goes On （2009年）

### CD
- ポクポク山の音楽隊「SAMPO」（2009.11）
- ポクポク山の音楽隊「げんきの実」（2012.3）

### 雑誌
- 「デジューサー」 宝島社 (2003)
- 「yomiuri Weekly」 読売新聞社 (2004)
- 「ベストカー」 三推社 (2004)
- 「ファイナルファンタジー」 エンターブレイン (2005)